# Giro del Delfinato 1972
Il Giro del Delfinato 1972, ventiquattresima edizione della corsa, si svolse dal 30 maggio al 4 giugno su un percorso di 998 km ripartiti in 5 tappe (la quarta, la quinta suddivise in due semitappe) più un cronoprologo, con partenza a Chalon-sur-Saône e arrivo a Avignone. Fu vinto dallo spagnolo Luis Ocaña della Bic davanti al francese Bernard Thévenet e al belga Lucien Van Impe.

## Tappe
| Tappa  | Data      | Percorso                                              | km  | Vincitore di tappa  | Leader cl. generale |
| ------ | --------- | ----------------------------------------------------- | --- | ------------------- | ------------------- |
| Prol.  | 30 maggio | Chalon-sur-Saône > Chalon-sur-Saône (cron. a squadre) | 7   | Peugeot-BP-Michelin |                     |
| 1ª     | 31 maggio | Montceau-les-Mines > Saint-Étienne                    | 244 | Roger Pingeon       | Roger Pingeon       |
| 2ª     | 1º giugno | Saint-Étienne > Bourg-en-Bresse                       | 190 | Frans Verbeeck      | Roger Pingeon       |
| 3ª     | 2 giugno  | Bellegarde > Chambéry                                 | 205 | Robert Bouloux      | Robert Bouloux      |
| 4ª-1ª  | 3 giugno  | Chambéry > Grenoble                                   | 68  | Luis Ocaña          | Luis Ocaña          |
| 4ª-2ª  | 3 giugno  | Grenoble > Romans-sur-Isère                           | 95  | Cyrille Guimard     | Luis Ocaña          |
| 5ª-1ª  | 4 giugno  | Valence > Crest                                       | 31  | Luis Ocaña          | Luis Ocaña          |
| 5ª-2ª  | 4 giugno  | Crest > Avignone                                      | 157 | Régis Delepine      | Luis Ocaña          |
| Totale | Totale    | Totale                                                | 998 |                     |                     |

## Dettagli delle tappe

### Prologo
- 30 maggio: Chalon-sur-Saône > Chalon-sur-Saône (cron. a squadre) – 7 km

| Pos. | Squadra             | Tempo |
| ---- | ------------------- | ----- |
| 1    | Peugeot-BP-Michelin |       |

| Pos. | Corridore | Squadra | Tempo |
| ---- | --------- | ------- | ----- |

### 1ª tappa
- 31 maggio: Montceau-les-Mines > Saint-Étienne – 244 km

| Pos. | Corridore          | Squadra  | Tempo |
| ---- | ------------------ | -------- | ----- |
| 1    | Roger Pingeon      | Peugeot  |       |
| 2    | André Dierickx     | Beaulieu |       |
| 3    | Robert Mintkiewicz | Sonolor  |       |

| Pos. | Corridore     | Squadra | Tempo |
| ---- | ------------- | ------- | ----- |
| 1    | Roger Pingeon | Peugeot |       |

### 2ª tappa
- 1º giugno: Saint-Étienne > Bourg-en-Bresse – 190 km

| Pos. | Corridore       | Squadra     | Tempo |
| ---- | --------------- | ----------- | ----- |
| 1    | Frans Verbeeck  | Watney-Avia |       |
| 2    | Cyrille Guimard | Gan         |       |
| 3    | Lucien Van Impe | Sonolor     |       |

| Pos. | Corridore     | Squadra | Tempo |
| ---- | ------------- | ------- | ----- |
| 1    | Roger Pingeon | Peugeot |       |

### 3ª tappa
- 2 giugno: Bellegarde > Chambéry – 205 km

| Pos. | Corridore        | Squadra    | Tempo |
| ---- | ---------------- | ---------- | ----- |
| 1    | Robert Bouloux   | Peugeot    |       |
| 2    | Joël Millard     | Van Cauter |       |
| 3    | Mariano Martínez | Van Cauter |       |

| Pos. | Corridore      | Squadra | Tempo |
| ---- | -------------- | ------- | ----- |
| 1    | Robert Bouloux | Peugeot |       |

### 4ª tappa - 1ª semitappa
- 3 giugno: Chambéry > Grenoble – 68 km

| Pos. | Corridore        | Squadra | Tempo |
| ---- | ---------------- | ------- | ----- |
| 1    | Luis Ocaña       | Bic     |       |
| 2    | Lucien Van Impe  | Sonolor |       |
| 3    | Bernard Thévenet | Peugeot |       |

| Pos. | Corridore  | Squadra | Tempo |
| ---- | ---------- | ------- | ----- |
| 1    | Luis Ocaña | Bic     |       |

### 4ª tappa - 2ª semitappa
- 3 giugno: Grenoble > Romans-sur-Isère – 95 km

| Pos. | Corridore        | Squadra    | Tempo |
| ---- | ---------------- | ---------- | ----- |
| 1    | Cyrille Guimard  | Gan        |       |
| 2    | Mariano Martínez | Van Cauter |       |
| 3    | Michel Périn     | Gan        |       |

| Pos. | Corridore  | Squadra | Tempo |
| ---- | ---------- | ------- | ----- |
| 1    | Luis Ocaña | Bic     |       |

### 5ª tappa - 1ª semitappa
- 4 giugno: Valence > Crest – 31 km

| Pos. | Corridore        | Squadra | Tempo |
| ---- | ---------------- | ------- | ----- |
| 1    | Luis Ocaña       | Bic     |       |
| 2    | Yves Hézard      | Sonolor |       |
| 3    | Bernard Thévenet | Peugeot |       |

| Pos. | Corridore  | Squadra | Tempo |
| ---- | ---------- | ------- | ----- |
| 1    | Luis Ocaña | Bic     |       |

### 5ª tappa - 2ª semitappa
- 4 giugno: Crest > Avignone – 157 km

| Pos. | Corridore         | Squadra  | Tempo |
| ---- | ----------------- | -------- | ----- |
| 1    | Régis Delepine    | Gan      |       |
| 2    | Christian Raymond | Peugeot  |       |
| 3    | Willy Van Neste   | Beaulieu |       |

| Pos. | Corridore        | Squadra | Tempo     |
| ---- | ---------------- | ------- | --------- |
| 1    | Luis Ocaña       | Bic     | 26h20'11" |
| 2    | Bernard Thévenet | Peugeot | a 3'05"   |
| 3    | Lucien Van Impe  | Sonolor | a 5'25"   |

## Classifiche finali

### Classifica generale
| Pos. | Corridore                | Squadra                          | Tempo     |
| ---- | ------------------------ | -------------------------------- | --------- |
| 1    | Luis Ocaña               | Bic                              | 26h20'11" |
| 2    | Bernard Thévenet         | Peugeot-BP-Michelin              | a 3'05"   |
| 3    | Lucien Van Impe          | Sonolor-Lejeune                  | a 5'25"   |
| 4    | Mariano Martínez         | Van Cauter-Magniflex-de Gribaldy | a 7'20"   |
| 5    | Yves Hézard              | Sonolor-Lejeune                  | s.t.      |
| 6    | Robert Bouloux           | Peugeot-BP-Michelin              | a 8'28"   |
| 7    | Raymond Poulidor         | Gan-Mercier-Hutchinson           | a 8'35"   |
| 8    | Ventura Diaz Arrey       | Werner                           | a 9'44"   |
| 9    | Agustín Tamames Iglesias | Werner                           | a 9'53"   |
| 10   | Gerard Moneyron          | Gan-Mercier-Hutchinson           | s.t.      |